# Srdovica
Srdovica (lat. Nonea), biljni rod iz porodice boražinovki rasprostranjen od europskog kopna i Sredozemlja na istok preko Kavkaza i Srednje Azije do Mongolije, Kine i Indije.
Od 46 vrsta u Hrvatskoj raste nekoliko, a to su trbušasta srdovica (N. echioides), žuta (N. lutea) i tamnocrvena srdovica (N. pulla).

## Vrste
1. Nonea alpestris (Steven) G.Don
2. Nonea anchusoides Boiss. & Buhse
3. Nonea anomala Hausskn. & Bornm.
4. Nonea armeniaca (Kusn.) Grossh.
5. Nonea atra Griseb.
6. Nonea calceolaris Nikif. & Pazij
7. Nonea calycina (Roem. & Schult.) Selvi, Bigazzi, Hilger & Papini
8. Nonea caspica (Willd.) G.Don
9. Nonea daghestanica Kusn.
10. Nonea decurrens (C.A.Mey.) G.Don
11. Nonea dumanii Bilgili & Selvi
12. Nonea echioides (L.) Roem. & Schult.
13. Nonea edgeworthii A.DC.
14. Nonea embergeri (Sauvage & Vindt) Selvi, Bigazzi, Hilger & Papini
15. Nonea flavescens (C.A.Mey.) Fisch. & C.A.Mey.
16. Nonea heterostemon Murb.
17. Nonea hypoleia Bornm.
18. Nonea intermedia Ledeb.
19. Nonea iranica Falat. & Pakravan
20. Nonea kandaharensis Riedl
21. Nonea karsensis Popov
22. Nonea longiflora Wettst. ex Stapf
23. Nonea lutea (Desr.) DC.
24. Nonea macrantha (Riedl) A.Baytop
25. Nonea macropoda Popov
26. Nonea macrosperma Boiss. & Heldr.
27. Nonea melanocarpa Boiss.
28. Nonea micrantha Boiss. & Reut.
29. Nonea minutiflora Riedl
30. Nonea monticola (Rech.f.) Selvi & Bigazzi
31. Nonea ovczinnikovii Czukav.
32. Nonea pallens Petrovic
33. Nonea palmyrensis (Post) Sam.
34. Nonea persica Boiss.
35. Nonea philistaea Boiss.
36. Nonea pisidica Selvi, Bigazzi & Hilger
37. Nonea polychroma Selvi & Bigazzi
38. Nonea pulla (L.) DC.
39. Nonea pulmonarioides Boiss. & Balansa
40. Nonea rosea (M.Bieb.) Link
41. Nonea setosa (Lehm.) Roem. & Schult.
42. Nonea stenosolen Boiss. & Balansa
43. Nonea turcomanica Popov
44. Nonea versicolor (Steven) Sweet
45. Nonea vesicaria (L.) Rchb.
46. Nonea vivianii A.DC.
47. Nonea ×popovii Gusul. & Tarn.